# Debet (Lorri)
Pour les articles homonymes, voir Debed.
Debet (en arménien : Դեբետ, également romanisé en Debed) est une communauté rurale de la province de Lori en Arménie, assis sur la rive droite de la rivière Pambak.
Avant d'être nommé Debet en 1935, le village portait un double nom : Alereksi - Khatchi gyugh. Debet a été fondé en 1857 par une personne très connue dans cette région, Gevorg Mahtesi. Il avait également un surnom, Cholakh, qui traduit en français signifie "éclopé". Gevorg Mahtesi vivait dans le village de Marts, qui n'est pas très éloigné de Debet. L'histoire nous dit que Mahtesi a convaincu un certain nombre de familles de Marts de s'installer dans ce nouvel endroit et de fonder un village. On trouve dans le langage familier de Debet de nombreux mots appartenant au groupe linguistique du Haut-Karabakh, ce qui prouve que l'ancienne patrie d'un certain nombre de familles qui ont déménagé de Marts à Alereks était du Haut-Karabakh.
En 2008, elle comptait 909 habitants. En 2018, la Fondation Enfants d'Arménie (abrégée en COAF) y a ouvert son centre SMART.

## Photos

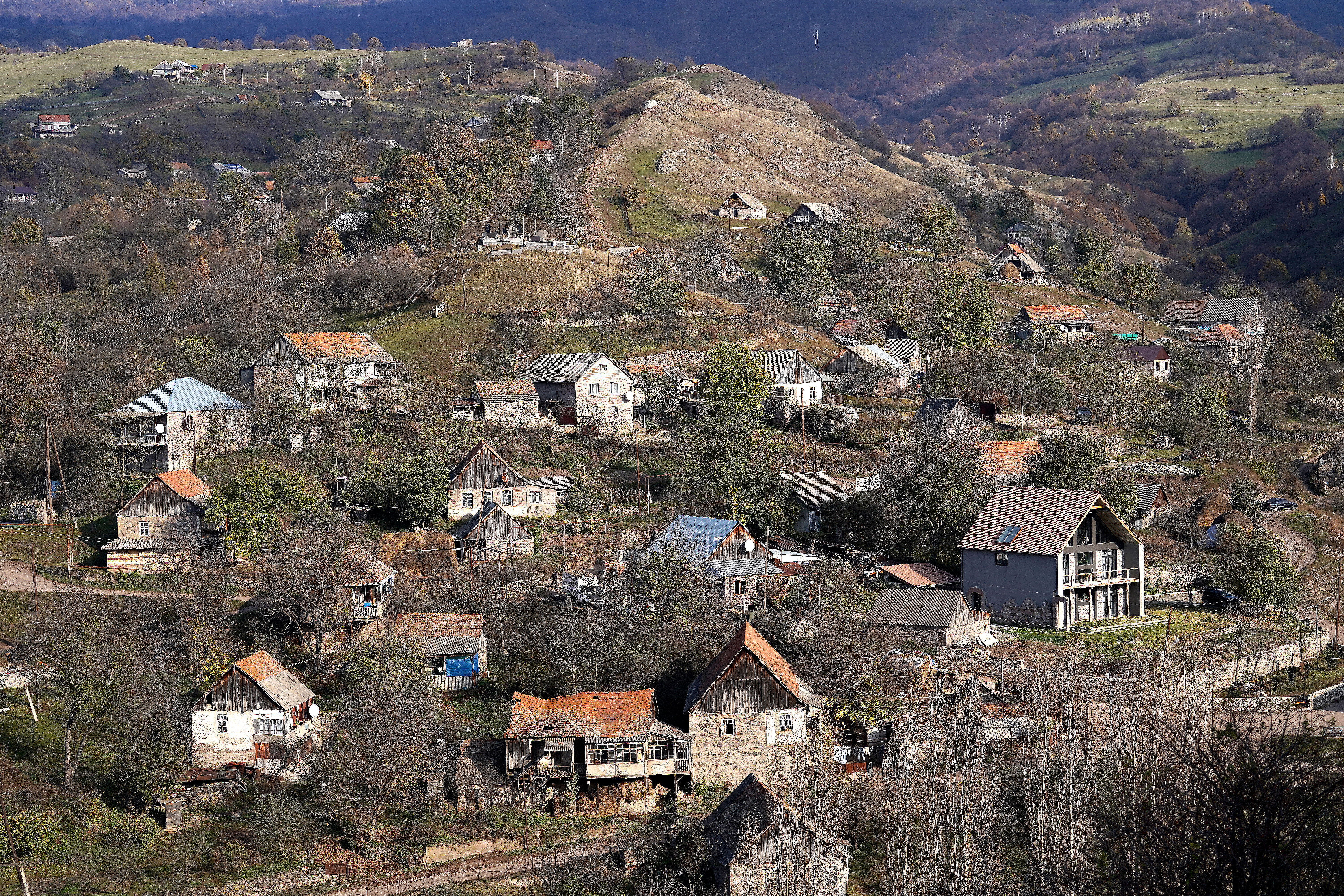
Vue sur le village de Debet depuis le sentier de randonnée jusqu'au village de Yeghegnut
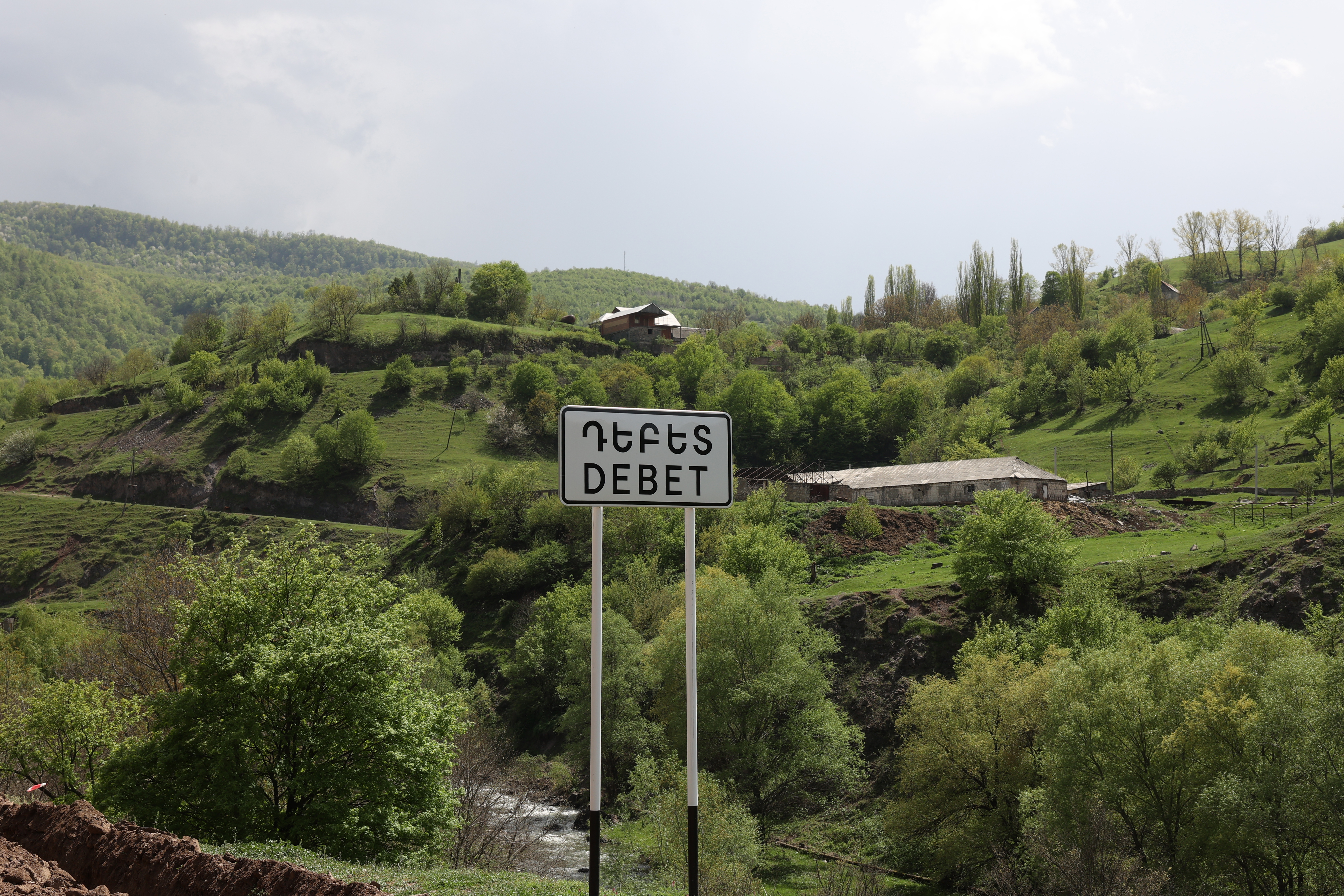
Entrée du village de Debet
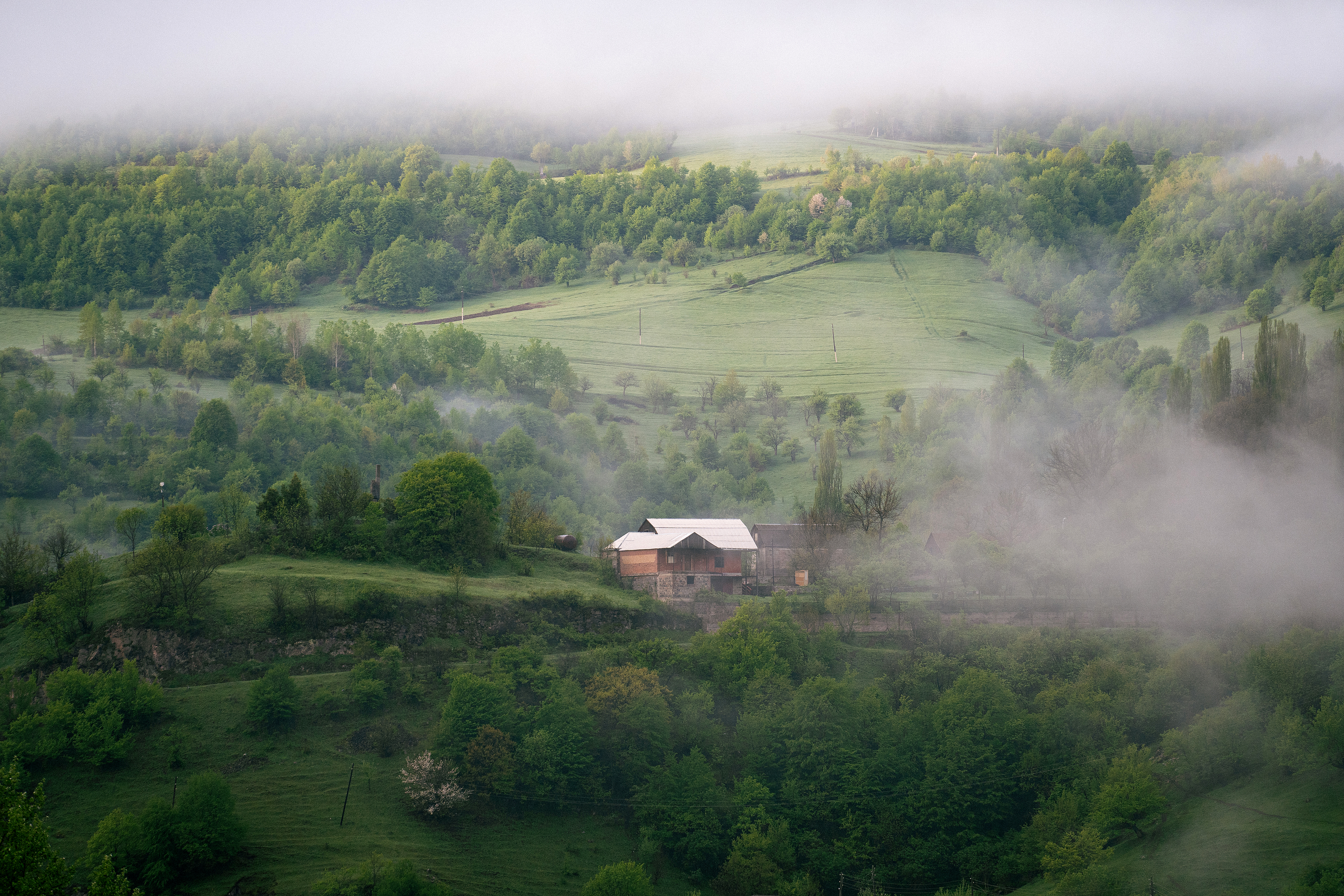
Une maison dans le village de Debet
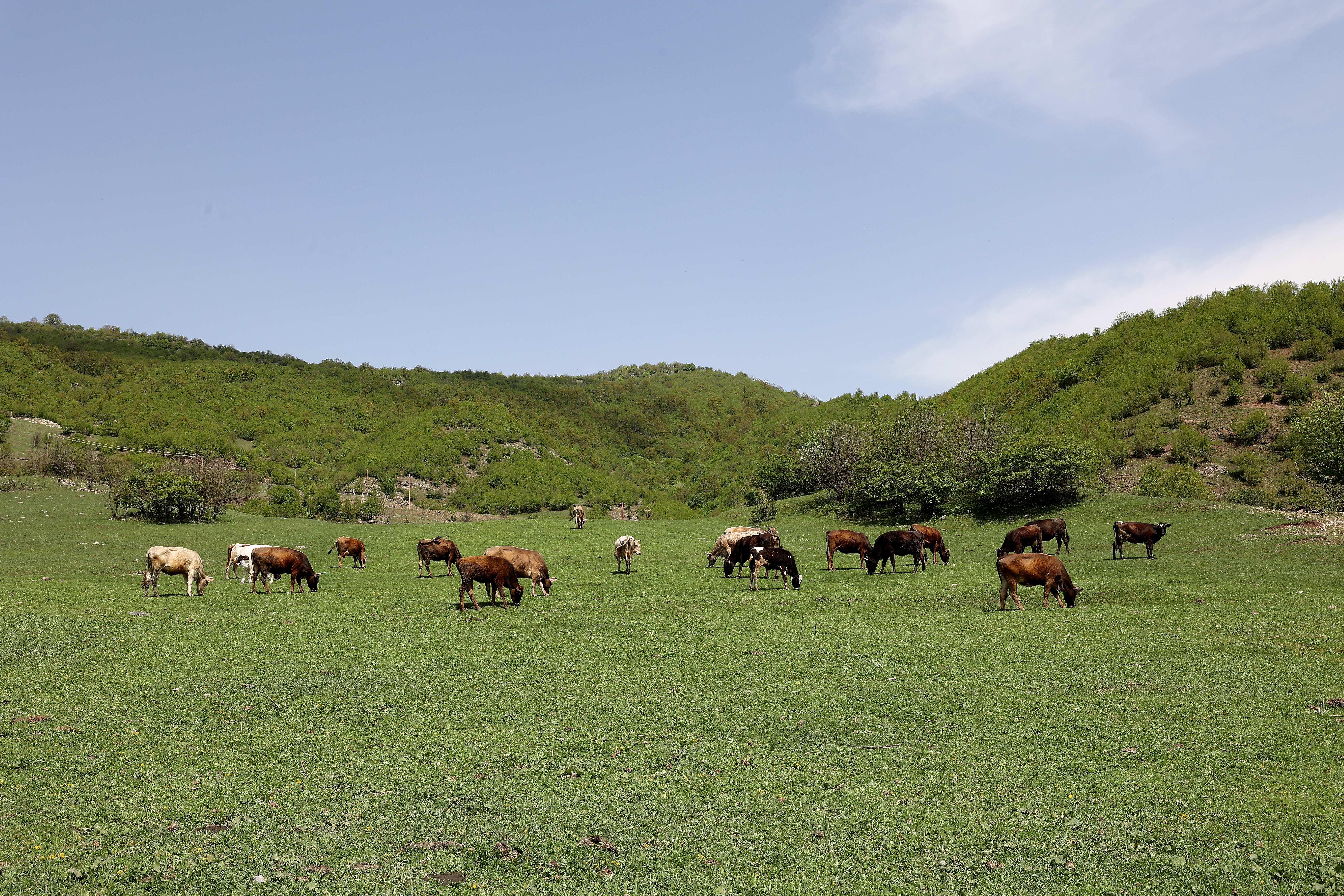
Animaux au pâturage dans le village de Debet
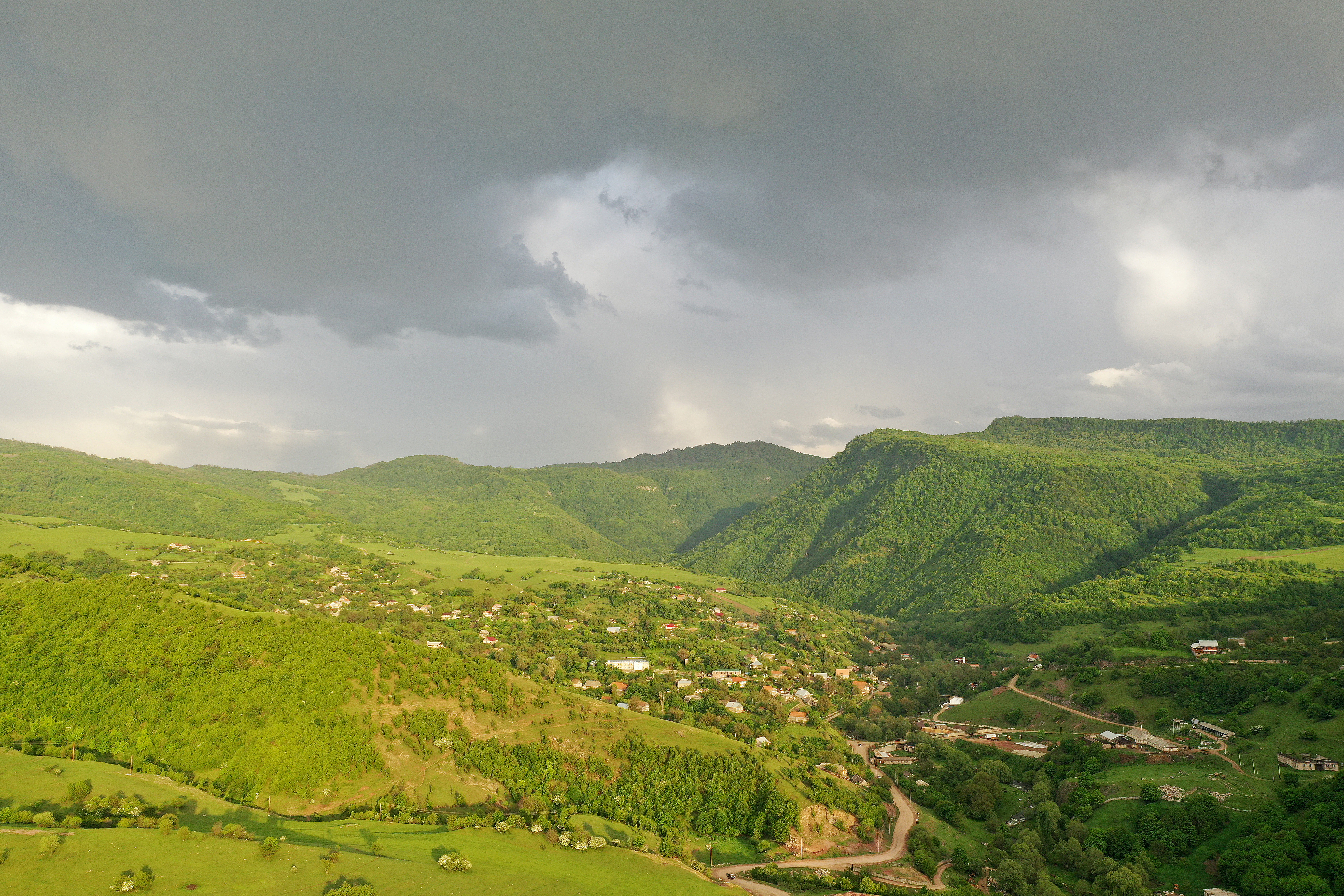
Vue à vol d'oiseau sur le village de Debet